# Коэн, Леонтина Владиславовна
Леонти́на Владиславовна Ко́эн (урождённая Пе́тке; оперативный псевдоним — Хелен Крогер; 11 января 1913, Адамс, Массачусетс — 23 декабря 1992, Москва) — советская разведчица-нелегал, Герой Российской Федерации (15.06.1996, посмертно).

## Биография
Родилась 11 января 1913 года. Её родители были эмигрантами из Польши. С 13 лет работала домработницей, официанткой, продавщицей одежды, рабочей на фабрике кожаных изделий и на кондитерской фабрике. В конце 1920-х годов переехала в Нью-Йорк.
В юности была профсоюзной активисткой, в 1936 году вступила в Коммунистическую партию США. С будущим мужем Моррисом Коэном познакомилась в Нью-Йорке на антифашистском митинге в 1937 году после его возвращения из Испании, где он участвовал в Гражданской войне в составе интербригады. Поженились они в 1941 году. В начале 1940-х была завербована разведкой СССР, вслед за супругом.
В ходе Второй мировой войны использовалась в качестве агента-связника резидентуры внешней разведки в Нью-Йорке. В соответствии с указаниями из Москвы, она за три месяца добыла в Канаде образцы урана. В августе 1945 года переехала в город Альбукерке, расположенный неподалёку от секретной атомной лаборатории США в Лос-Аламосе, в котором провела встречу с информатором советской внешней разведки в Лос-Аламосе Теодором Холлом и передала в Москву ряд ценных материалов по Манхэттенскому проекту. В 1949 году вместе с супругом работала связной для советского разведчика Рудольфа Абеля. В 1950 году они были вынуждены бежать в СССР.
В 1954 году семейная чета направляется в качестве связников-радистов нелегальной резидентуры Конона Молодого в Великобританию, где за время работы передаёт в «центр» большое количество важных секретных материалов, в том числе по ракетному оружию, получивших высокую оценку специалистов.
В результате предательства начальника отдела оперативной техники польской разведки Михала Голеневского, завербованного ЦРУ, британской контрразведке МИ-5 стало известно, что в стране работают советские агенты. 7 января 1961 года Конон Молодый был арестован в момент получения информации в районе вокзала Ватерлоо. Через некоторое время МИ-5 «вычислила» и арестовала супругов Коэн, поддерживавших связь с разведчиком. На судебном процессе Конон взял все обвинения на себя, отрицая причастность семейной четы к разведывательной деятельности, но несмотря на то, что суду не удалось доказать причастность четы Крогеров к работе на советскую разведку, британское правосудие, которому американская сторона сообщила известные ей факты на этот счёт, приговорила Питера к 25 годам, а Хелен — к 20 годам тюремного заключения.
В августе 1969 года власти Великобритании дали согласие на обмен супругов Коэн на арестованного в СССР Джералда Брука, осужденного за ввоз в СССР «антисоветских» материалов, а также ещё двух британцев, осужденных за попытку ввоза в СССР наркотиков; в октябре обмен состоялся. Супруги обосновались в Москве, получили советское гражданство. Леонтина Тереза Коэн до последних дней жизни продолжала работать в управлении нелегальной разведки. Выполняла специальные задания, выезжала в различные европейские страны для организации встреч с разведчиками-нелегалами.
23 декабря 1992 года скончалась. Похоронена на Кунцевском кладбище в Москве.
11 января 2023 года на здании дома на Большой Бронной улице, в котором жили Коэны, была открыта мемориальная доска в их честь.

## Награды
- 15 июня 1996 года Указом президента РФ за успешное выполнение специальных заданий по обеспечению государственной безопасности в условиях, сопряжённых с риском для жизни, проявленные при этом героизм и мужество Леонтине Коэн (посмертно) было присвоено звание Героя Российской Федерации.
- За большие заслуги в деле обеспечения государственной безопасности СССР была награждена орденами Красного Знамени (17.11.1969) и Дружбы народов (в 1980-х годах).

## Увековечивание в культуре
- Документальный фильм «Марафонцы разведки» (цикл «Живая история», Пятый канал, 2009 год)[7][8]